# Diana Ross (альбом, 1976)
Diana Ross — седьмой студийный альбом американской певицы Дайаны Росс, выпущенный в 1976 году на лейбле Motown.
Альбом стал одним из самых успешных релизов Росс как с точки зрения критиков, так и с точки зрения продаж. Он занял пятое место в чарте Billboard Top LPs & Tape и четвёртое место в чарте Billboard R&B, что стало лучшим результатом певицы с 1973 года, когда вышел альбом Touch Me in the Morning, и одним из лучших в карьере. В конце 1976 года певица стала исполнительницей с самыми высокими продажами синглов благодаря четырём хитам в Billboard Hot 100. Успех «Love Hangover» сделал Росс первой сольной исполнительницей, у которой было четыре сингла номер один в США.

## Предыстория и запись
Несмотря на то, что Дайана Росс была одной из самых известных личностей в американском шоу-бизнесе, музыкальная карьера её переживала очередной упадок. Последний настоящий хит у неё случился с выпуском «Touch Me in the Morning» в 1973 году, последующие же синглы не попадали в первую десятку в США, а последний выпущенный сингл «Sorry Doesn’t Always Make It Right» провалился, не попав в чарт вообще. Отчасти отсутствие певицы в музыкальной среде можно объяснить занятостью Росс в фильме «Красное дерево», где у неё была главная роль; к тому же Росс находилась в положении. Несмотря на то, что фильм не имел успеха у критиков, он стал хитом среди зрителей и, как следствие, помог Дайане возродить певческую карьеру.
Одной из композиций, записанной в период съёмок, стала заглавная тема фильма «Красное дерево». Песня под названием «Do You Know Where You’re Going To», написанная Майклом Массером, долго оставалась невостребованной Motown. Когда наконец её записала Тельма Хьюстон, песню услышал Роб Коэн, продюсер «Красного дерева», его поразила мелодия, которая, по его мнению, прекрасно вписалась бы в фильм. Глава Motown и режиссёр картины Берри Горди, согласившись с Коэном, поручил Майклу Массеру и Рону Миллеру переработать оркестровку под Росс. Позже Массер вспоминал, что когда впервые исполнил композицию для Росс на фортепиано у неё дома, он понял, что это идеальная песня для фильма: «Она посмотрела на фотографии своих детей на стене, и в её глазах появились слезы. Вот так мы поняли, что на правильном пути». После того, как автор Джерри Гоффин изменил некоторые слова, запись прошла быстро и легко. «Я думаю, Дайана записала её с первого или второго дубля. Всё было идеально», — говорил Массер. Песня была выпущена в качестве сингла в сентябре 1975 года в преддверии выхода фильма, а также была включена в альбом-саундтрек к нему.
Осенью 1975 года певица вернулась в студию звукозаписи для работы над следующей пластинкой. Саундтрек, вышедший за четыре месяца до студийного альбома Diana Ross, не был непосредственно пластинкой Росс, так как её вокал звучал только в одной песне. Изначально планировалось, что на первой стороне саундтрека будут песни с её вокалом, а на второй — инструментальные композиции из фильма. Среди предложенных треков были «Theme from Mahogany», «I Thought It Took a Little Time», «After You», «To Love Again» и «Together», все написанные и спродюсированные Майклом Массером. Но дополнительные вокальные партии решили оставить для будущих альбомов Росс. Таким образом, в новый проект перекочевали такие песни, как «I Thought It Took a Little Time (But Today I Fell in Love)» и «After You». Всего же в альбом вошло девять песен различных авторов и продюсеров и который сочетает в себе элементы разных жанров.
С песней «Love Hangover», написанной Пэм Сойер и Мэрилин Маклеод, певица решила попробовать себя в жанре диско. Изначально на песню обратил внимание продюсер Хэл Дэвис, который искал хита для лейбла, который только что покинули большие звезды The Jackson 5. Аранжировку придумали Клэй Дрейтон и Дэвид Блумберг. Хотя изначально песня мало кому понравилась, её оценил Берри Горди, который решил, что она подойдёт Дайане Росс. Запись песни проходила не без проблем: недавно родившая певица была в дурном настроении, ей не понравилась ни сама песня, ни диско, она не хотела экспериментов. Однако Дэвису удалось уговорить её при помощи рюмки водки и дискотечного антуража в студии. Он так вспоминал процесс записи: «Она с головой погрузилась в работу: её глаза сверкали, стробоскоп мигал, водка становилась вкуснее, звукорежиссёр был великолепен. Нас было всего трое, но казалось, что вечеринка в самом разгаре! Вот почему это произвело настоящий фурор». Песня также стала своего рода ответом Росс таким исполнителям, как Донна Саммер, которые задавали ритм с самого начала и позволяли драм-машине делать всю работу; в то время как в «Love Hangover» первые несколько минут звучит в раскачивающемся, медленном темпе с повторяющимися вздохами и воркующим вокалом, пока наконец в середине трека финальный вздох и вокальная партия не сменяются гипнотическим танцевальным ритмом.
В альбом также вошли кавер-версии стандарта Чарли Чаплина «Smile», которая была записана ещё для нереализованного блюзового альбома, и «Ain’t Nothin’ But A Maybe», которая ранее была записана их авторами Эшфордом и Симпсоном и Rufus и Чакой Хан. Известно также, что для альбома Росс записала песню «Don’t Leave Me This Way», однако записи вокала певицы были утрачены; позднее её выпустила Тельма Хьюстон, для которой она стала главным хитом в карьере.
Фото для обложки альбома сделал Виктор Скребнески.

## Выпуск
Пластинка стала самымой коммерчески успешной у Росс с 1973 года, когда она выпустила Touch Me in the Morning, а также первым из альбомов певицы с момента её дебюта, с которого было выпущено более четырёх синглов. Альбом достиг пятого места в американском чарте Billboard Top LPs & Tape и четвёртого в чарте Billboard R&B. Также альбом достиг второго места в чартах Канады и Нидерландов. В июле 1976 года в Великобритании пластинка получила золотой статус за сто тысяч проданных копий. И хотя Diana Ross занял только 41 место в годовом рейтинге в США, Росс была признана певицей с самыми крупными альбомными продажами в 1976 году.
Первый сингл с альбома, «Theme from Mahogany (Do You Know Where You’re Going To)», был представлен публике на «Шоу Джонни Карсона» в сентябре 1975 года. Песня пользовалась большой популярностью как в США, так и за её пределами: она покорила американскую «горячую сотную» (третий сольный чарттоппер Росс в стране), вошла в пятёрку лучших в Великобритании, Ирландии, Канаде, Нидерландах. Композиция номинировалась на премию «Оскар» за лучшую песню к фильму. После оглушительного успеха темы из «Красного дерева» Motown решил выпустить вторым синглом ещё одну балладу, написанную Массером, «I Thought It Took a Little Time (But Today I Fell in Love)». Он успел достичь только 47 места в Billboard Hot 100, когда был выпущен уже третий, «Love Hangover», чтобы обойти конкурирующую версию группы The 5th Dimension. В итоге «Love Hangover» поднялась на вершину Billboard Hot 100 за восемь недель, а также номинировалась на премию «Грэмми» в категории «Лучшее женское вокальное исполнение в стиле ритм-н-блюз». Четвёртым синглом была выбрана «One Love in My Lifetime», однако в результате микширования были добавлены инструментальные партии и отредактирован вокал и получилось менее коммерческая версия для поп-радио, чем версия на пластинке, чем можно объяснить невысокую позицию в Billboard Hot 100 — 25 место. В конце 1976 года Billboard объявил Росс исполнителем номер один по продажам синглов.

## Концертный тур
Для продвижения Росс отправилась в масштабное турне под названием «Вечер с Дайаной Росс». Постановкой шоу занимался Джо Лэйтон, с которым певица сотрудничала с начала 1970-х годов. Гил Аски был музыкальным руководителем. В качестве бэк-вокалисток выступали сёстры из R&B-группы The Jones Girls, восемь постоянных музыкантов путешествовали с певицей, а остальная часть группы состояла из участников симфонического оркестра города, в котором Росс должна была выступать. У Аски обычно было от шести до восьми часов на репетиции с местными музыкантами после того, как постоянные участники труппы приезжали в новый город. Лейтон хотел продемонстрировать карьеру Росс на сегодняшний день, не упуская из виду её многогранность, добавив в шоу и совершенно новый материал. По оценкам, шоу стоило примерно 400 тысяч долларов.
Длившаяся девяносто минут постановка делилась на несколько актов, в каждом из которых певица представляла определённый репертуар. В части «кабаре» Росс исполняла такие песни как «The Lady Is a Tramp», «Smile» и «Send In the Clowns», а привычная для концертов певицы интродукция «Don’t Rain on My Parade» была заменена на «Here I Am». Помимо прочего певица исполняла «Touch Me in the Morning» и «Love Hangover». Также Росс исполняла пародии на Билли Холидей, Этель Уотерс, Бесси Смит и Джозефин Бейкер, пела попурри из песен The Supremes, попурри из хитов Motown. Одним из центральных номеров программы стала песня «Reach Out and Touch (Somebody’s Hand)», во время которой Росс подходила к случайным зрителям, приглашая их пожать руку соседу в знак дружбы и единства.
Европейская ветка, начавшаяся в апреле 1976 года, включала выступления в Бельгии, Германии, Италии, Нидерландах, Франции, Швейцарии. В Великобритании певица дала несколько аншлаговых концертах в разных городах, включая Лондон. После гастролей по Великобритании и Европе шоу началось в Соединённых Штатах. Концерты там также проходили при аншлагах и били рекорды посещаемости, за первые две недели было заработано свыше 427 тысяч долларов. Одно из шоу в в театре «Ахмансон» в Лос-Анджелесе было записано и выпущено как двойной альбом An Evening with Diana Ross, вышедший в самом начале 1977 года. Росс получила премию «Тони» за данную концертную программу. 6 марта 1977 года был представлен специальный телевизионный выпуск «Вечер с Дайаной Росс» на телеканале NBC. Впоследствии он получил четыре номинации на премию «Эмми».

## Отзывы критиков
| Оценки критиков               | Оценки критиков |
| Источник                      | Оценка          |
| ----------------------------- | --------------- |
| AllMusic                      | [ 2 ]           |
| All Music Guide to Soul       | [ 40 ]          |
| Robert Christgau              | (B−)            |
| Encyclopedia of Popular Music | [ 3 ]           |
| MusicHound                    | [ 42 ]          |
| The Rolling Stone Album Guide | [ 43 ]          |
| Tampa Bay Times               | A               |

Обозреватель журнала Billboard заявил, что это одна из лучших записей Росс за последние годы, а также отметил, что артистка, похоже, снова увлечена музыкой, и такой энергии и живости исполнения не было у неё со времен The Supremes. В Cash Box написали, что уникальный вокал мисс Росс идеально подстраивается под музыку, словно волна, мягко изгибаясь и меняя оттенки, а нежная оркестровка и чувственные тексты только дополняют его.. В рецензии Record World подчеркнули, что «I Thought It Took a Little Time (But Today I Fell in Love)» и «Ain’t Nothin’ but a Maybe» как нельзя лучше подходят для Росс — в них её выразительный голос достигает новых эмоциональных вершин. Рецензент журнала RPM дал альбому высокую оценку, заявив, что каждый продюсер внёс свой уникальный вклад в чарующий и утончённый музыкальный стиль Дайаны.
В AllMusic поставили альбому четыре звезды из пяти, а Энди Келлман в своей ретроспективной рецензии похвалил разнообразие первой стороны альбома, выделив величественную балладу «I Thought It Took a Little Time (But Today I Fell in Love)», изящную «Love Hangover» и игривую «Kiss Me Now». Вторую сторону Келлман нашёл более целостной и выдержанной в стиле современного соула, особенно отметив «One Love in My Lifetime» и «Ain’t Nothin’ but a Maybe». Роберт Кристгау дал альбому оценку B- и написал: «Это в целом цепляющий альбом по тем печальным стандартам, которые она [Росс] установила, но, помимо красивой и меланхоличной „Ain’t Nothin’ but a Maybe“ Эшфорда и Симпсон и семи опьяняющих минут „Love Hangover“ он часто цепляюще-раздражающий, а не цепляюще-привлекающий или, по крайней мере, цепляюще-веселый». Шон Дейли из Tampa Bay Times, комментируя переиздание, отметил, что, хотя голос Росс был таким же мягким, плавным и невероятно очаровательным, он был более многогранным, способным быть одновременно уязвимым и дерзким, а главное очарование альбома заключается в мелочах, как «Smile» Чарли Чаплина.

## Список композиций

### Оригинальный релиз
| №                   | Название                                                     | Автор(ы)                                      | Длительность |
| ------------------- | ------------------------------------------------------------ | --------------------------------------------- | ------------ |
| 1.                  | «Theme from Mahogany (Do You Know Where You’re Going To)»    | Майкл Массер, Джерри Гоффин                   | 3:23         |
| 2.                  | «I Thought It Took a Little Time (But Today I Fell in Love)» | Майкл Массер, Пэм Сойер                       | 3:33         |
| 3.                  | «Love Hangover»                                              | Пэм Сойер, Мэрилин Маклеод                    | 7:48         |
| 4.                  | «Kiss Me Now»                                                | Гвен Горди Фукуа, Кеннет Луппер               | 2:42         |
| 5.                  | «You’re Good My Child»                                       | Кеннет Луппер                                 | 3:35         |
| 6.                  | «One Love in My Lifetime»                                    | Терри Макфаддин, Лоуренс Браун, Леонард Перри | 3:40         |
| 7.                  | «Ain’t Nothin’ but a Maybe»                                  | Николас Эшфорд, Валери Симпсон                | 3:27         |
| 8.                  | «After You»                                                  | Майкл Массер, Рон Миллер                      | 4:13         |
| 9.                  | «Smile»                                                      | Джон Тёрнер, Джеффри Парсонс, Чарльз Чаплин   | 2:55         |
| Общая длительность: | Общая длительность:                                          | Общая длительность:                           | 35:16        |

### Переиздание 2012 года
В 2012 году лейблом Hip-O Select было выпущено двухдисковое переиздание альбома. Первый диск включает полную ремастеринговую версию оригинального альбома, два внеальбомных сингла 1975 года («Sorry Doesn’t Always Make It Right» и «Together»), сингловые версии треков из альбома Diana Ross (1976), альтернативные версии песен с альбома Ross (1978), альтернативную версию песни из сборника Motown Christmas in the City (1993) и ранее неизданный микс рекламного саундтрека для Coca-Cola, вышедший в 1975 году. Второй диск включает песни с альтернативным вокалом Ross из альбома Diana Ross (1976), альтернативные версии синглов, выпущенных в 1975 году, ранее не опубликованные треки, записанные в 1975—1976 годах, а также интервью Ross для TWA Airlines с Доном Пьетромонако.
| №                   | Название                                                                      | Автор(ы)                                      | Длительность |
| ------------------- | ----------------------------------------------------------------------------- | --------------------------------------------- | ------------ |
| 1.                  | «Theme from Mahogany (Do You Know Where You’re Going To)»                     | Майкл Массер, Джерри Гоффин                   | 3:24         |
| 2.                  | «I Thought It Took a Little Time (But Today I Fell in Love)»                  | Майкл Массер, Пэм Сойер                       | 3:25         |
| 3.                  | «Love Hangover»                                                               | Пэм Сойер, Мэрилин Маклеод                    | 7:49         |
| 4.                  | «Kiss Me Now»                                                                 | Гвен Горди Фукуа, Кеннет Луппер               | 2:45         |
| 5.                  | «You’re Good My Child»                                                        | Кеннет Луппер                                 | 3:36         |
| 6.                  | «One Love in My Lifetime»                                                     | Терри Макфаддин, Лоуренс Браун, Леонард Перри | 3:40         |
| 7.                  | «Ain’t Nothin’ but a Maybe»                                                   | Николас Эшфорд, Валери Симпсон                | 3:27         |
| 8.                  | «After You»                                                                   | Майкл Массер, Рон Миллер                      | 4:11         |
| 9.                  | «Smile»                                                                       | Джон Тёрнер, Джеффри Парсонс, Чарльз Чаплин   | 3:00         |
| 10.                 | «Sorry Doesn’t Always Make It Right» (Single Version)                         | Майкл Массер, Пэм Сойер                       | 3:33         |
| 11.                 | «Together» (Single Version)                                                   | Майкл Массер, Пэм Сойер                       | 3:17         |
| 12.                 | «I Thought It Took a Little Time (But Today I Fell in Love)» (Single Version) | Майкл Массер, Пэм Сойер                       | 3:21         |
| 13.                 | «Love Hangover» (Single Version)                                              | Пэм Сойер, Мэрилин Маклеод                    | 3:49         |
| 14.                 | «One Love in My Lifetime» (Single Version)                                    | Терри Макфаддин, Лоуренс Браун, Леонард Перри | 4:03         |
| 15.                 | «To Love Again» (Alternate Version)                                           | Джерри Гоффин, Майкл Массер                   | 4:33         |
| 16.                 | «We’re Always Saying Goodbye» (Alternate Version)                             | Терри Этлингер                                | 2:35         |
| 17.                 | «This Christmas» (Alternate Version)                                          | Донни Питтс, Надин Маккиннор                  | 4:10         |
| 18.                 | «Coming Home» (Unreleased Mix of Coca-Cola advert)                            | Вильям Беккер, Род Макбрайан, Роквел Дэвис    | 1:44         |
| Общая длительность: | Общая длительность:                                                           | Общая длительность:                           | 66:22        |

| №                   | Название                                                                         | Автор(ы)                                      | Длительность |
| ------------------- | -------------------------------------------------------------------------------- | --------------------------------------------- | ------------ |
| 1.                  | «Theme from Mahogany (Do You Know Where You’re Going To)» (Alternate Version #1) | Майкл Массер, Джерри Гоффин                   | 3:26         |
| 2.                  | «I Thought It Took a Little Time (But Today I Fell in Love)» (Alternate Version) | Майкл Массер, Пэм Сойер                       | 3:58         |
| 3.                  | «Love Hangover» (Alternate Version)                                              | Пэм Сойер, Мэрилин Маклеод                    | 8:17         |
| 4.                  | «Kiss Me Now» (Alternate Version)                                                | Гвен Горди Фукуа, Кеннет Луппер               | 2:58         |
| 5.                  | «You’re Good My Child» (Alternate Version)                                       | Кеннет Луппер                                 | 4:36         |
| 6.                  | «One Love in My Lifetime» (Alternate Version)                                    | Терри Макфаддин, Лоуренс Браун, Леонард Перри | 4:40         |
| 7.                  | «Ain’t Nothin’ but a Maybe» (Alternate Version)                                  | Николас Эшфорд, Валери Симпсон                | 4:00         |
| 8.                  | «After You» (Alternate Version)                                                  | Майкл Массер, Рон Миллер                      | 5:00         |
| 9.                  | «Sorry Doesn’t Always Make It Right» (Alternate Version)                         | Майкл Массер, Пэм Сойер                       | 3:35         |
| 10.                 | «Together» (Alternate Version)                                                   | Майкл Массер, Пэм Сойер                       | 4:19         |
| 11.                 | «Theme from Mahogany (Do You Know Where You’re Going To)» (Alternate Version #2) | Майкл Массер, Джерри Гоффин                   | 4:05         |
| 12.                 | «Harmony»                                                                        | Берни Топин, Элтон Джон                       | 3:45         |
| 13.                 | «Le Lo Li»                                                                       | Сильвестр Стюарт                              | 3:26         |
| 14.                 | «Go Where Your Mind Is»                                                          | Джеффри Бауэн, Бубба Бэнкс                    | 3:23         |
| 15.                 | «Diana Ross Interview»                                                           | Дайана Росс, Дон Пьетромонако                 | 15:49        |
| Общая длительность: | Общая длительность:                                                              | Общая длительность:                           | 75:17        |

## Участники записи
- Дайана Росс — вокал, продюсер («Ain’t Nothin’ but a Maybe», «This Christmas», «Harmony»), бэк-вокал («Harmony», «Le Lo Li», «Go Where Your Mind Is»)
- Майкл Массер — аранжировка («Theme from Mahogany (Do You Know Where You’re Going To)», «Sorry Doesn’t Always Make It Right», «To Love Again»), продюсер («Theme from Mahogany (Do You Know Where You’re Going To)», «I Thought It Took a Little Time (But Today I Fell in Love)», «After You», «Sorry Doesn’t Always Make It Right», «Together», «To Love Again»)
- Ли Холдридж — аранжировка («Theme from Mahogany (Do You Know Where You’re Going To)», «After You», «Sorry Doesn’t Always Make It Right», «To Love Again», «I Thought It Took a Little Time (But Today I Fell in Love)», «Sorry Doesn’t Always Make It Right»)
- Джин Пейдж — аранжировка («I Thought It Took a Little Time (But Today I Fell in Love)», «Together»)
- Клэй Дрейтон[англ.] — аранжировка («Love Hangover»)
- Дэвид Блумберг — аранжировка («Love Hangover», «Ain’t Nothin’ but a Maybe»)
- Дон Коста — аранжировка («Kiss Me Now», «You’re Good My Child»), продюсер («Kiss Me Now», «You’re Good My Child»)
- Уэйд Маркус[англ.] — аранжировка («One Love in My Lifetime», «One Love in My Lifetime»)
- Гил Аски — аранжировка («Smile»), продюсер («Smile»)
- Эд Редмонд — аранжировка («Smile»)
- Хэл Дэвис — продюсер («Love Hangover»)
- Берри Горди — продюсер («Kiss Me Now», «You’re Good My Child»), исполнительный продюсер
- Лоуренс Браун — продюсер («One Love in My Lifetime», «One Love in My Lifetime»)
- Рон Миллер — продюсер («We’re Always Saying Goodbye»)
- Билли Дэвис[англ.] — продюсер («This Christmas»)
- Юки Мори — продюсер («This Christmas»)
- Джеффри Боуэн[англ.] — продюсер («Le Lo Li», «Go Where Your Mind Is»)

Все данные взяты из примечаний к переизданию альбома.

## Чарты
| Чарт (1976)                        | Высшая позиция |
| ---------------------------------- | -------------- |
| Австралия (Kent Music Report)      | 39             |
| Великобритания (UK Albums Chart)   | 4              |
| Канада (RPM Top Albums)            | 2              |
| Нидерланды (Album Top 100)         | 2              |
| США (Billboard Top LPs & Tape)     | 5              |
| США (Billboard Top Soul LPs)       | 4              |
| США (Cash Box Top 100 Albums)      | 9              |
| США (Cash Box Top 50 R&B Albums)   | 4              |
| США (Record World The Album Chart) | 11             |
| США (Record World The R&B Chart)   | 4              |
| Швеция (Sverigetopplistan)         | 26             |
| Япония (Oricon)                    | 27             |

| Чарт (1976)                                   | Позиция |
| --------------------------------------------- | ------- |
| Великобритания (Gallup Poll)                  | 38      |
| Канада (RPM Top 100 Albums)                   | 18      |
| Нидерланды (Album Top 100)                    | 20      |
| США (Billboard Top LPs & Tape)                | 41      |
| США (Billboard Top Soul LPs)                  | 18      |
| США (Cash Box Top 100 Albums)                 | 65      |
| США (Record World The Essential Disco Albums) | 5       |

## Сертификации
| Регион                                                      | Сертификация | Продажи  |
| ----------------------------------------------------------- | ------------ | -------- |
| Великобритания (BPI)                                        | Золотой      | 100 000^ |
| ^ Данные о тиражах приведены только на основе сертификации. |              |          |